# San Leonardo (Italia)
San Leonardo (Svet Lienart o anche Podutana in dialetto sloveno locale, Sveti Lenart in sloveno standard, San Lenàrt in friulano) è un comune italiano di 1 015 abitanti del Friuli-Venezia Giulia. Si tratta di un comune sparso in quanto la sede comunale non è nel borgo omonimo ma nella frazione di Merso di Sopra.

## Geografia fisica
La superficie del comune è di 27 km² e la sua altitudine va dai 138 m s.l.m. della pianura ai 719 della zona montagnosa.
Il territorio è formato dalla parte meridionale delle valli del Cosizza e dell'Erbezzo e si estende dalla pianura sottostante la terrazza di Azzida fino al confine con i comuni di Grimacco e Stregna.
I paesi del comune sono allocati lungo le strade che costeggiano i torrenti Cosizza ed Erbezzo e sulle pendici dei monti circostanti nelle posizioni più idonee per sfruttare al massimo l'irraggiamento solare nel freddo periodo invernale.
I due torrenti che attraversano il territorio (Cosizza ed Erbezzo), si incontrano nei pressi del paese di Scrutto e, dopo pochi chilometri, le acque derivanti dalla confluenza su uniscono a quelle del torrente Alberone che, a sua volta, va ad ingrossare la portata del fiume Natisone.
I due torrenti sopra menzionati vengono alimentati, nella loro corsa, dai numerosi ruscelli che scendono dalle alture circostanti tra i quali sono da menzionare il Pod Starmelico ed il Par Senike che, unendosi, formano il torrentello Potok.
Nelle vicinanze della confluenza, si trovano le due belle cascate chiamate Melinski Kot, la seconda delle quali, la più ammirata, presenta un salto di oltre 12 metri
.
Il catasto regionale delle grotte del Friuli Venezia Giulia indica la presenza, sul territorio comunale, di 54 grotte e pozzi.
Nelle vicinanze delle cascate di Kot si può visitare la grotta chiamata Star Čedad che, con il suo percorso fino ad ora esplorato di 1200 metri, è la seconda in lunghezza tra le numerose cavità presenti nelle Valli del Natisone. L'origine del toponimo della grotta (Star Čedad = Vecchia Cividale) deriva da una vecchia leggenda che racconta che la città di Cividale del Friuli era anticamente ubicata nelle prossimità della caverna, fino a quando una violenta fuoriuscita d'acqua dalla risorgiva l'ha sospinta nell'attuale posizione.

## Origini del nome
La località di San Leonardo viene menzionata per la prima volta in documenti redatti nel 1257; il nome del paese deriva da quello del santo patrono Leonardo di Noblac, che viene festeggiato il 6 novembre.

## Storia
Sono pochi i reperti che confermano la frequentazione umana della zona in epoche remote. In mancanza di ricerche archeologiche mirate, i ritrovamenti di oggetti antichi sono dovuti al puro caso. Tra questi si possono menzionare numerosi resti romani rinvenuti presso la chiesetta di San Silvestro a Cemur ed una moneta del terzo secolo d.C. reperita nella località di Cernizza.
La storia del comune si identifica con quella della Slavia friulana. Nel secolo VII popolazioni slave entrarono in Italia, al seguito degli Avari, ed occuparono e colonizzarono le Valli del Natisone. Ebbero diversi scontri, con alterne fortune, con i Longobardi, che dopo il 568 avevano occupato quasi tutta la penisola. Le azioni bellicose terminarono dopo la stipula di un trattato che definiva i confini tra le due comunità e lasciava le terre della zona collinosa alle popolazioni slave.
In seguito, la popolazione delle Valli del Natisone, dal periodo del Patriarcato di Aquileia sino alla caduta della Repubblica di Venezia, godette di una notevole autonomia amministrativa e giudiziaria; queste funzioni venivano infatti gestite dagli arenghi formati da rappresentanti (decani) eletti dalle famiglie dei paesi più importanti delle due Banche di Merso ed Antro. L'Arengo dei decani delle convalli di Merso si riuniva, per le sue sedute, sotto i tigli che crescevano nei pressi della chiesa di San Antonio Abate a Merso di Sopra. A ricordo di quel felice periodo, lo stemma comunale contiene, in forma stilizzata accanto ad un leone con chiave, il tiglio e la lastra di pietra presso la quale si riunivano i decani della Banca di Merso. Tali privilegi vennero concessi come riconoscenza dell'azione di controllo e difesa dei confini nord-orientali del Friuli svolta dalle milizie locali all'uopo costituite..
Successivamente, l'arrivo delle truppe di Napoleone e la conseguente imposizione del sistema amministrativo francese, portò alla soppressione di ogni forma di autonomia locale ed alla suddivisione del territorio in "comuni", previa abolizione delle "vicinie" esistenti. Dopo la dominazione napoleonica, la Slavia passò in amministrazione all'Austria. Infine nel 1866, a seguito della terza guerra d'indipendenza, dopo la pace di Vienna ed il plebiscito del Veneto del 1866, si staccò dai domini absburgici per passare sotto il Regno d'Italia sabaudo.
Il territorio comunale tornò ad interessare la storia nel periodo della prima guerra mondiale a causa dei combattimenti che si svolgevano nelle immediate vicinanze e, soprattutto per gli infausti avvenimenti conseguenti alla battaglia di Caporetto che tanti lutti e danni provocarono in tutta la regione.

### Simboli
Lo stemma e il gonfalone sono stati concessi con DPR del 26 marzo 1963.
Il gonfalone è un drappo partito di bianco e di azzurro.

## Monumenti e luoghi d'interesse

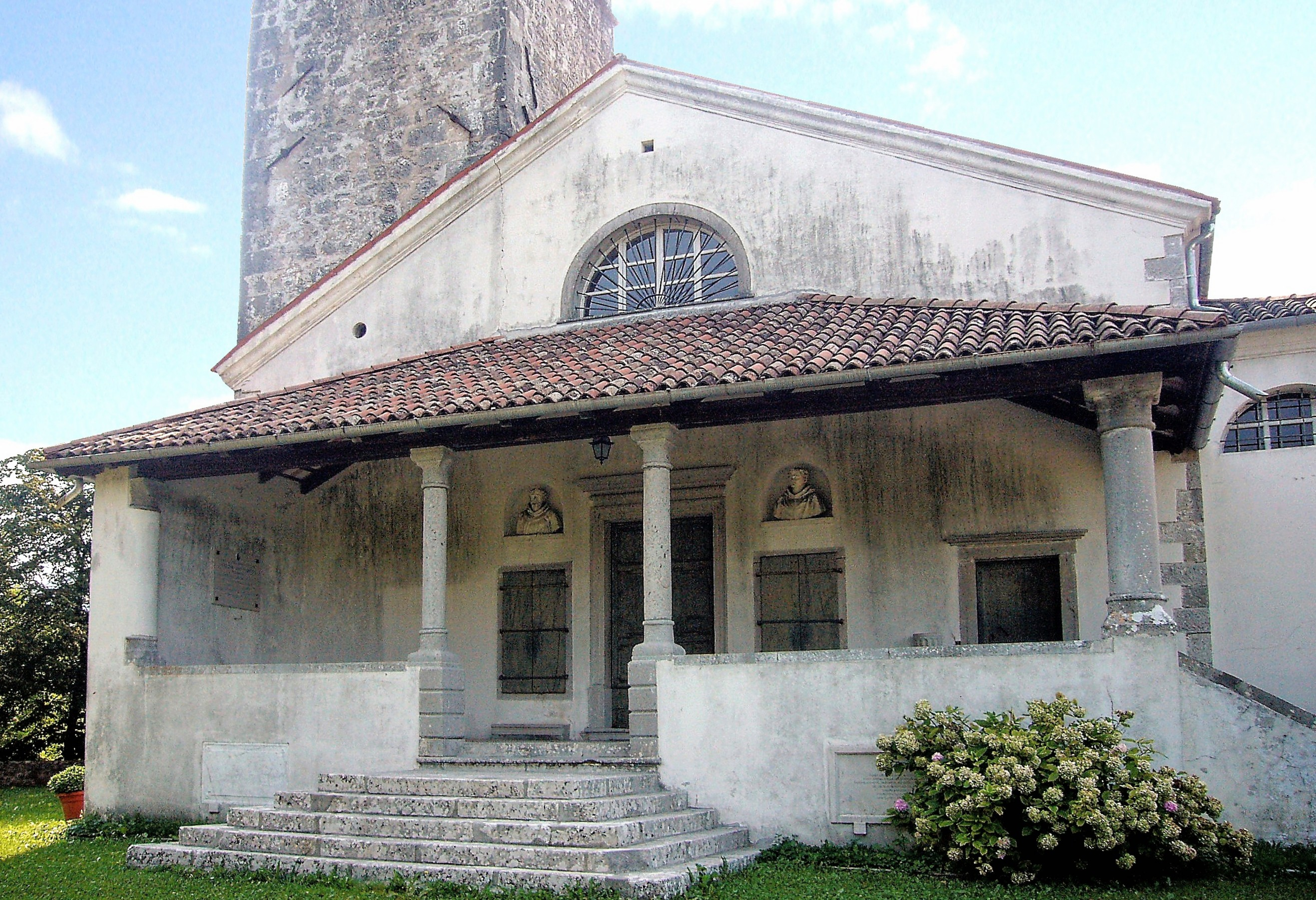
La chiesa di San Leonardo

Nel comune di San Leonardo sono presenti un gran numero di chiese ubicate in prossimità dei principali paesi e di sacelli posizionati sui colli in località caratteristiche. Sono da ricordare le seguenti costruzioni:
- ad Altana la chiesa di Sant'Abramo, eretta nel XV secolo e ricostruita, dopo i terremoti del 1511 e 1513, nel 1535;
- a Clastra la chiesa di San Bartolomeo apostolo, le cui prime citazioni risalgono all'anno 1442;
- a Cravero la chiesa di Santa Lucia costruita nel 1454 e ristrutturata dopo i sismi del 1511 e 1513, all'interno sono presenti affreschi attribuiti a Jarnej da Skofia Loka ed un altare ligneo dorato (zlati oltar), realizzato nei primi del Settecento da Lukas Scharf e la chiesa di San Andrea Apostolo costruita nei primi del Quattrocento con all'interno un altare ligneo riccamente lavorato da Lukas Scharf e datato 1695;
- a Iainich cappella romanica di San Nicolò costruita nel 1294 ed ampliata in stile gotico nel 1450;
- a Merso di Sopra chiesa di Sant'Antonio Abate di Bergagna, fondata nel 1441 con all'interno affreschi quattrocenteschi gravemente danneggiati dai lavori eseguiti ai tempi della Repubblica Veneta; presso la chiesa, all'ombra dei tigli, teneva adunanza la Banca di Merso, organo giurisdizionale e di autogoverno riconosciuto da parte della Repubblica di Venezia;
- a San Leonardo la chiesa di San Leonardo Abate costruita presumibilmente prima dell'anno mille e nominata in un documento del 1351; all'interno, oltre all'altare principale, sono presenti due altari lignei zlati oltar del Settecento.

## Società

### Evoluzione demografica
Abitanti censiti

Attualmente circa la metà della popolazione comunale risiede negli insediamenti allocati a fondovalle in quanto gli stessi sono prossimi alle realtà industriali operanti nella zona e ben collegati con le città della vicina pianura friulana.
I paesi situati in quota vengono sempre più abbandonati e alcuni sono già completamente disabitati.

### Lingue e dialetti
Il censimento del 1971 riscontrava che il 85,5% della popolazione del comune si dichiarava appartenente alla minoranza linguistica slovena.

Nel comune, accanto alla lingua italiana, è ufficialmente tutelata la lingua slovena. In armonia a quanto stabilito dalla legge 38/2011 Norme a tutela della minoranza linguistica slovena della regione Friuli Venezia Giulia. Le insegne pubbliche e la toponomastica sono bilingui.

### Associazioni
- "Comitato Festeggiamenti" a Merso di Sopra
- Coro di voci miste "San Leonardo" a Merso di Sopra
- Circolo culturale "Il Castagno" a Cravero
- Circolo ricreativo culturale "Sant'Andrea" ad Ussivizza
- "Pro Clastra" a Merso di Sopra
- Circolo culturale "Val Cosizza" a Dolegna
- Associazione Polisportiva Dilettantistica "San Leonardo" Merso di Sopra

## Cultura

### Eventi
- Primi di luglio a Merso di Sopra: "Festa dello sport", sagra con torneo di calcio tra i comuni delle Valli del Natisone;
- Ferragosto a Merso di Sopra: sagra di San Rocco con serate danzanti, intrattenimenti con musica folcloristica e mostra mercato dei prodotti tipici delle Valli;
- Secondo fine settimana di settembre a Merso di Sopra: Motoraduno "Memorial Mariangelo";
- Ultima settimana di agosto a Cravero: sagra paesana di Sant'Andrea con giochi per i bambini e intrattenimenti danzanti;
- Primi di settembre a Cosizza: festa di San Egidio, sagra paesana e torneo di calcio;
- Natale a Cravero: "Mostra dei presepi" a cura del circolo culturale "Il castagno".

## Geografia antropica
Il capoluogo del comune è il paese di Merso di Sopra.

### Frazioni
Altana-Utana, Camugna-Kamunja, Cemur-Čemur, Cernizza-Čarnica, Cisgne-Čišnje, Clastra-Hlastra, Cosizza-Kosca, Cravero-Kravar, Crostù-Hrastovije, Dolegna-Dolenjane, Grobbia-Grobje, Iainich-Jagnjed, Iesizza-Jesičje, Iessegna-Jesenje, Merso di Sopra-Gorenja Miersa, Merso di Sotto-Dolenja Miersa, Osgnetto-Ošnije, Ovizza-Ovica, Picig-Pičič, Picon-Pikon, Podcravero-Podkravar, Postacco-Puostak, Precot-Prehod, San Leonardo-Podutana,Scrutto-Škrutove, Seuza-Seucè, Ussivizza-Ušiuca, Zabrida-Zabardo, Zamir-Zamier.

## Amministrazione
| Periodo | Periodo   | Primo cittadino   | Partito              | Carica     | Note                                                       |
| ------- | --------- | ----------------- | -------------------- | ---------- | ---------------------------------------------------------- |
| 1985    | 1990      | Simaz Renato      | Democrazia Cristiana | Sindaco    |                                                            |
| 1990    | 1995      | Simaz Renato      | Democrazia Cristiana | Sindaco    |                                                            |
| 1995    | 1999      | Zanutto Lorenzo   | Centro               | Sindaco    |                                                            |
| 1999    | 2004      | Sibau Giuseppe    | Lista civica         | Sindaco    |                                                            |
| 2004    | 2009      | Sibau Giuseppe    | Lista civica         | Sindaco    |                                                            |
| 2009    | 2013      | Sibau Giuseppe    | Lista civica         | Sindaco    | Dimessosi il 10/5/2013 perché eletto consigliere regionale |
| 2013    | 2014      | Terlicher Teresa  | Lista civica         | Prosindaco |                                                            |
| 2014    | in carica | Comugnaro Antonio | Lista civica         | Sindaco    |                                                            |

Dati del Ministero dell'Interno.

### Altre informazioni amministrative
Il comune, fino al 1º agosto 2016, ha fatto parte del comprensorio della Comunità Montana del Torre, Natisone e Collio.
Nel dicembre dello stesso anno ha manifestato l'intenzione di aderire alla Unione Territoriale Intercomunale (UTI) del Natisone che, tra le funzioni esercitate, ha assunto anche quelle della disciolta predetta comunità.
 Dal 1º gennaio 2021, a seguito della soppressione delle UTI, è entrato a far parte della Comunità montana Natisone e Torre.